# Alexander Zinn

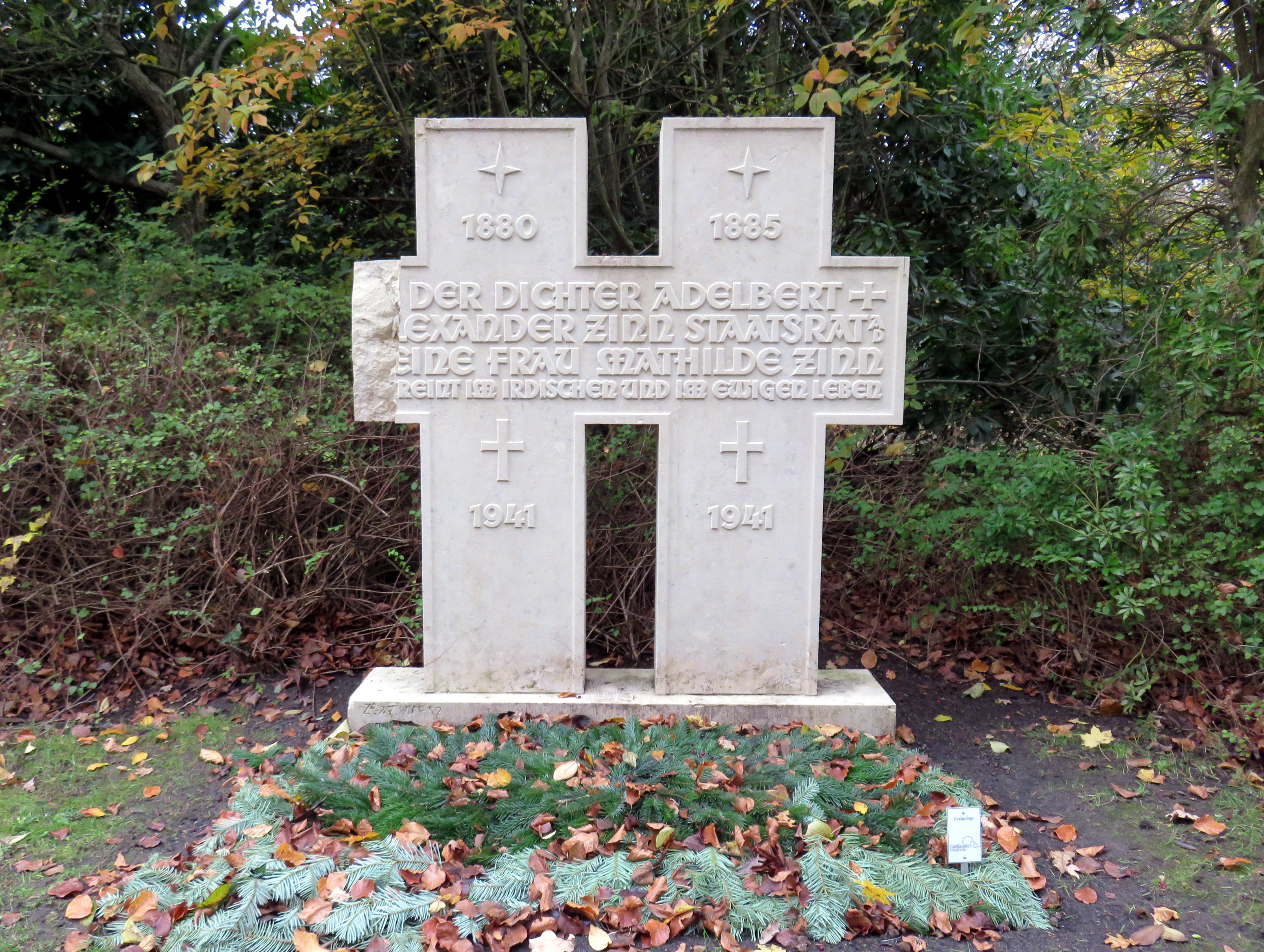
Grabstätte Zinn auf dem Friedhof Ohlsdorf

Adelbert Alexander Zinn (* 18. März 1880 in Coburg; † 17. April 1941 in Stuttgart-Bad Cannstatt) war ein deutscher Schriftsteller, Politiker und Staatsrat in Hamburg.
Zinn war Gründer und erster Leiter der 1922 gegründeten Staatlichen Pressestelle in Hamburg. Ab 1924 war er politischer Referent der Bürgermeister Carl Wilhelm Petersen und Rudolf Ross und schrieb ihre Reden. Ab 1927 stand er der neu eingerichteten Senatskommission für Kunstpflege vor. Zum Staatsrat wurde er am 13. Mai 1929 vom Senat gewählt, ein Amt, das er bis zur Machtübernahme der Nationalsozialisten am 9. März 1933 innehatte. 
1950 wurde die Alexander-Zinn-Straße in Hamburg-Groß Flottbek nach ihm benannt. Die Stadt Hamburg verlieh im Gedenken an Alexander Zinn den Alexander-Zinn-Preis für Literatur; seit 1965 ebenfalls von der Stadt Hamburg verliehen wird der Alexander-Zinn-Preis „für Journalisten, die sich durch herausragende, insbesondere zukunftsweisende Beiträge um das öffentliche Wohl Hamburgs verdient gemacht haben“. Zinn war Außerordentliches Mitglied im Hamburger Künstlerverein von 1832. Auf dem Hamburger Friedhof Ohlsdorf befindet sich im Planquadrat Z 27 südwestlich von Kapelle 6 die Grabstätte für Adalbert Alexander Zinn.

## Werke
- Kreuzigung. Drama, 1908
- Schlemihl. Komödie, 1920
- Fegfeuer. Schauspiel, 1921
- Wohlgemut. Eine Phantasie, 1921
- Flucht vor dem Reichtum. Komödie, 1936
- Wöldermanns Park. Roman, 1936
- Meister Mathis genannt Grünewald. Ein Leben unter Gott, 1937
- Die schmale Stiege. Roman, 1938
- Die gute Sieben. Komödie, 1940
- Die Eisheiligen. Komödie, 1940
- Columbus und Beatrice. Schauspiel, 1941
- Im krummen Spiegel. Heitere Geschichten und literarische Miniaturen. Aus dem Nachlaß, 1942

Verfilmungen
- Die gute Sieben (D, 1940), unter der Regie von Wolfgang Liebeneiner, mit Johannes Riemann, Käthe Haack, Gerda Maurus  unter anderem